# Radio Song (R.E.M.)
Radio Song is een nummer van de Amerikaanse rockband R.E.M. uit 1991. Het is de vierde en laatste single van hun zevende studioalbum Out of Time.
Het nummer flopte in de Verenigde Staten, maar werd op de Britse eilanden wel een hit. In Nederland haalde het nummer de 13e positie in de Tipparade. Desondanks werd het er wel een radiohitje.